# Civry-en-Montagne
Civry-en-Montagne é uma comuna francesa na região administrativa da Borgonha-Franco-Condado, no departamento de Côte-d'Or. Estende-se por uma área de 7,6 km². Em 2010 a comuna tinha 128 habitantes (densidade: 16,8 hab./km²).